# Fiore Argento
Fiore Argento (geboren op 3 januari 1970 in Rome) is een voormalig actrice, kostuumontwerpster van Italiaanse films.
Fiore Argento is de oudste dochter van regisseur Dario Argento en kunstrestaurateur Marisa Casale, ze is daarmee evenals de halfzus van Asia Argento. Naast Asia had ze ook nog een stiefzus genaamd Anna, die overleed in 1994.
Fiore Argento heeft nooit de populariteit van haar zus Asia gekend en de meeste films waarin ze speelde werden geregisseerd door haar vader.
Ze begon haar carrière in 1985 met de films Phenomena en Demons.

## Filmografie
- Phenomena (1985), als Vera Brandt
- Demons (1985), als Hannah
- Trauma (1993), als receptioniste Farradaykliniek (onvermeld)
- De Generazione (1994) - kostuumontwerpster
- The Stendhal Syndrome (1996) - productiemanager
- Dario Argento: An Eye for Horror (2000) - documentaire, als zichzelf
- The Card Player (2004), als Lucia Marini
- Of Flies and Maggots (2017) - documentaire, als zichzelf

- Gemeinsame Normdatei: 1235792706
- Istituto Centrale per il Catalogo Unico: RAVV399289
- Virtual International Authority File: 232665933
- WorldCat: E39PBJmxYvQ6jJxvmGbxCdT4MP